# دائرة الخامسات

دائرة خامسات تبين سلالم كبيرة وصغيرة

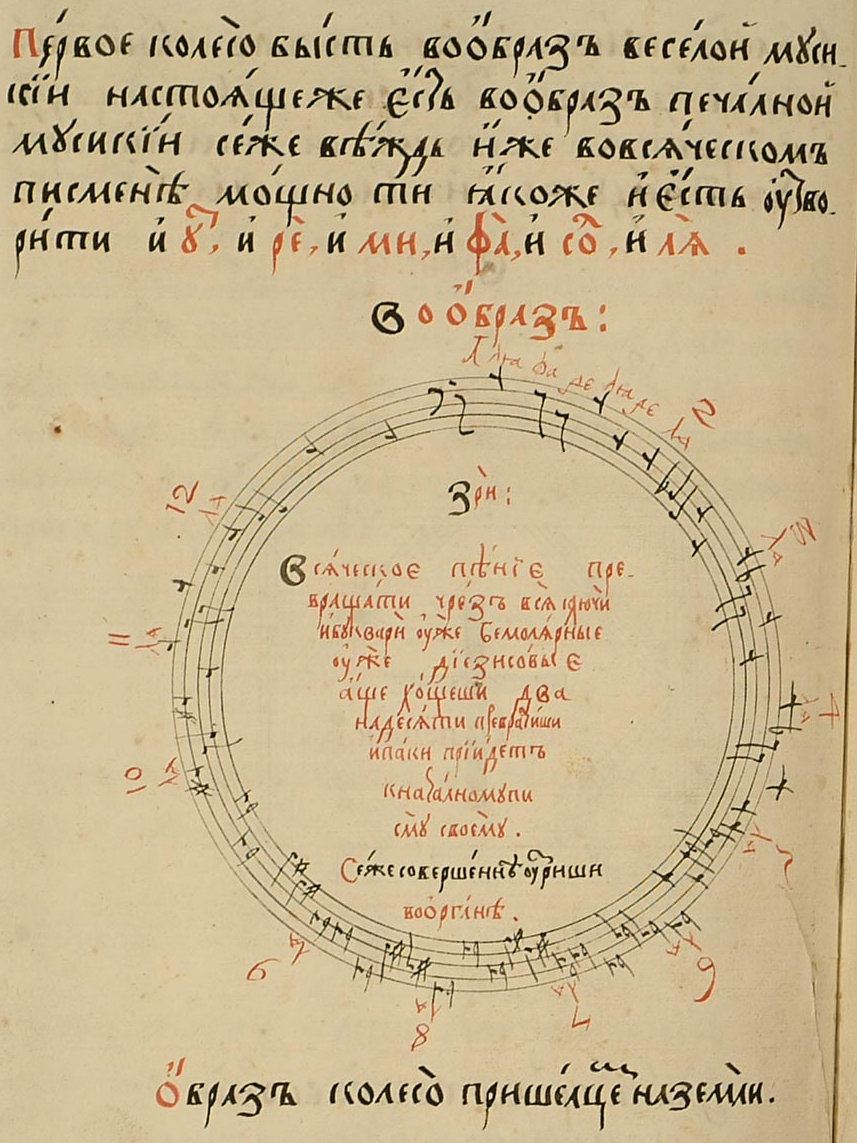
دائرة الخامسات للمُنَظِّر الروسي الأوكراني نيكولاي ديليتسكي في كتابه Idea grammatiki musikiyskoy الصادر في موسكو سنة 1679

في نظرية الموسيقى، دائرة الخامسات (بالإنجليزية: circle of fifths)‏ أو (دائرة الرابعات، circle of fourths) هي العلاقة بين النغمات (أو الحدات) الإثنى عشر المكونة للسلم الكروماتيكي، دلائل المقام المناسبة لها، والسلالم الموسيقية الكبيرة والصغيرة المرتبطة بها. وهي تمثيل هندسي للعلاقة بين مجموعات الحدات الإثنى عشر للسلم الكروماتيكي في فضاء مجموعات الحدات.

## تعريف
يعرف مصطلح «خامسة» مسافة أو نسبة رياضية، وهي أقرب وأكثر المسافات انسجاما غير الأوكتاف. دائرة الخامسات هي تسلسل من الحدات والنغمات الرئيسية ممثلة على شكل دائرة، والتي توجد فيها الحدة التالية (عند الدوران باتجاه عقارب الساعة) أعلى من السابقة بسبع أنصاف درجة موسيقية. يستعمل الموسيقيون والملحنون دائرة الخامسات لفهم ووصف العلاقات الموسيقية بين مجموعة من هذه الحدات. يساعد تصميم الدائرة في تأليف وتحقيق انسجام الألحان، بناء الكوردات، وتغيير السلم في قطعة موسيقية.
في أعلى الدائرة، سلم دو كبيرة ليست فيه أي إشارات رفع أو خفض. بدءا من القمة وتقدما باتجاه دوران عقارب الساعة، سلم صول فيه إشارة رفع واحدة، سلم ري فيه إشارتا رفع اثنتين وهكذا دواليك. ونزولا بالخمسات ضد اتجاه دوران عقارب الساعة، سلم فا فيه علامة خفض واحدة، سلم سي♭ فيه إشارتا خفض اثنتين وهكذا دواليك. في أسفل الدائرة تتقاطع سلالم الرفع والخفض، وتظهر دلائل مقام متعادلة تناغميا.
بدءا بأي حدة وتنقلا بمسافة خامسة مثالية، نمر على جميع النغمات الاثنى عشر في اتجاه دوران عقارب الساعة ونعود لمجموعة الحدات التي بدأنا منها. للمرور على النغمات الاثنى عشر ضد اتجاه عقارب الساعة نتنقل برابعات مثالية بدل الخامسات. (تسلسل الرابعات يعطي للأذن انطباع استقرار؛ انظر قفلة)

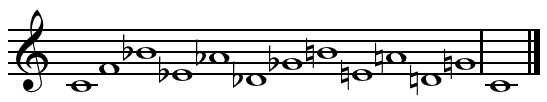

- استمع لدائرة الخامسات باتجاه دوران عقارب الساعة في أوكتاف واحدⓘ
- استمع لدائرة الخامسات ضد اتجاه دوران عقارب الساعة في أوكتاف واحدⓘ